# Étienne Bézout
Étienne Bézout (Nemours, 31 de marzo de 1730-Avon, 27 de septiembre de 1783) fue un matemático francés.

## Biografía
En 1758 fue elegido miembro de la Academia de las Ciencias Francesa y, en 1763, Étienne François de Choiseul le nombró para encabezar la instrucción de la marina real. En 1768 se hizo cargo de la enseñanza de los alumnos del cuerpo de artillería y redactó para sus alumnos Cours de mathématiques à l'usage de la marine et de l'artillerie.
También fue el autor de una Teoría general de ecuaciones algebraicas, publicada en París en 1779. Esta obra contenía muchos resultados novedosos y de importancia acerca de la teoría de eliminación y funciones simétricas de las raíces de una ecuación. Usó los determinantes en un artículo de la Histoire de l'Académie royale de 1764, pero no estudió la teoría general.

## Obras
- Cours de mathématiques, a l'usage du corps de l'artillerie (en francés) 3. Paris: Tilliard. 1798.

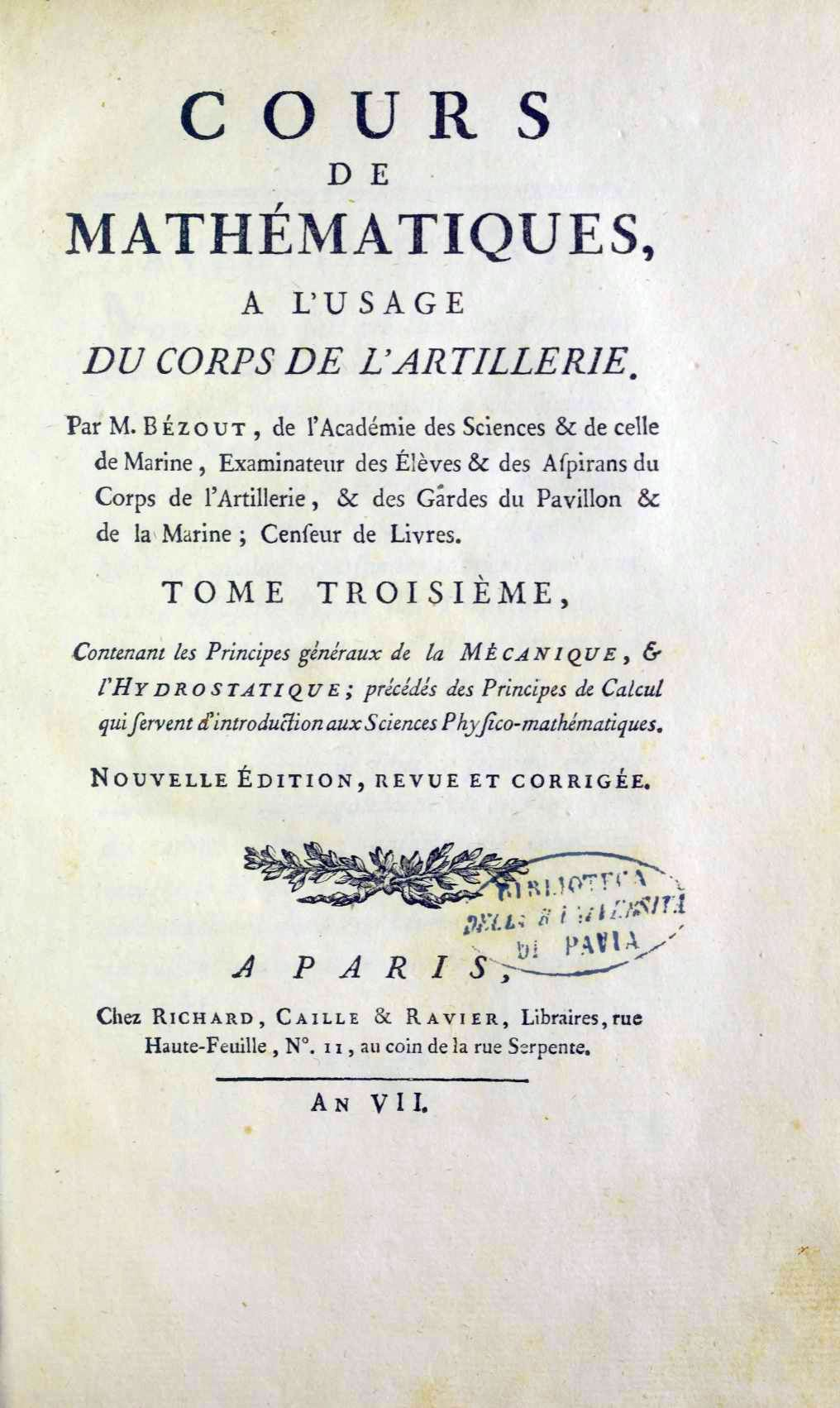
Cours de mathématiques, a l'usage du corps de l'artillerie, 1798